# Kamil Piątkowski
Kamil Piątkowski (Jasło, 21 giugno 2000) è un calciatore polacco, difensore del Kasımpaşa in prestito dal Salisburgo.

## Caratteristiche tecniche
È un difensore centrale, ma all'occorrenza può giocare anche come terzino destro.
Nel Raków gioca solitamente in una difesa a 3, ma è stato schierato dal tecnico Marek Papszun anche come esterno di destra nel 3-4-3.

## Carriera

### Club
Cresciuto nelle giovanili dello Zagłębie Lubin, passa al Raków Częstochowa il 1 luglio 2019. Con i rossoblu esordisce in Ekstraklasa, massimo livello del calcio polacco. Realizza il suo primo gol con i professionisti il 26 giugno 2020, nel match valevoli per gli spareggi retrocessione vinto 3-2 contro l'Arka Gdynia, dove ha servito anche un assist al compagno di squadra Kamil Koscielny.
La stagione 2020-2021 si rivela molto positiva per lui e per tutto il Raków, grazie alla vittoria della Puchar Polski e alla qualificazione in UEFA Europa Conference League, in cui Piątkowski partecipa da protagonista. A condire il suo rendimento, arrivano anche due premi come miglior giovane d'Ekstraklasa nei mesi di marzo e aprile.
Il 17 gennaio 2023 viene ceduto in prestito al Gent.
Il 5 gennaio 2024 viene ceduto in prestito al Granada.

### Nazionale
Piątkowski ha completato la trafila delle nazionali giovanili della Polonia, esordendo con l'Under-21 il 4 settembre 2020, giocando da titolare la sfida di qualificazione all'europeo di categoria vinto per 6-0 dai suoi contro l'Estonia.
Il 28 marzo 2021 debutta con la nazionale maggiore, nella gara di qualificazione a Qatar 2022 contro Andorra.
Il 18 novembre 2024 realizza il suo primo gol per i polacchi nella sconfitta interna in Nations League contro la Scozia (1-2).

## Statistiche

### Presenze e reti nei club
Statistiche aggiornate al 20 luglio 2020.
| Stagione        | Squadra           | Campionato      | Campionato | Campionato | Coppe nazionali | Coppe nazionali | Coppe nazionali | Coppe continentali | Coppe continentali | Coppe continentali | Altre coppe | Altre coppe | Altre coppe | Totale | Totale |
| Stagione        | Squadra           | Comp            | Pres       | Reti       | Comp            | Pres            | Reti            | Comp               | Pres               | Reti               | Comp        | Pres        | Reti        | Pres   | Reti   |
| --------------- | ----------------- | --------------- | ---------- | ---------- | --------------- | --------------- | --------------- | ------------------ | ------------------ | ------------------ | ----------- | ----------- | ----------- | ------ | ------ |
| 2019-2020       | Raków Częstochowa | E               | 24         | 1          | PP              | 2               | 0               | -                  | -                  | -                  | -           | -           | -           | 24     | 1      |
| 2020-2021       | Raków Częstochowa | E               | 25         | 2          | PP              | 6               | 1               | -                  | -                  | -                  | -           | -           | -           | 31     | 3      |
| Totale carriera | Totale carriera   | Totale carriera | 49         | 3          |                 | 8               | 1               |                    | -                  | -                  |             | -           | -           | 57     | 4      |

### Cronologia presenze e reti in nazionale
| Cronologia completa delle presenze e delle reti in nazionale ― Polonia | Cronologia completa delle presenze e delle reti in nazionale ― Polonia | Cronologia completa delle presenze e delle reti in nazionale ― Polonia | Cronologia completa delle presenze e delle reti in nazionale ― Polonia | Cronologia completa delle presenze e delle reti in nazionale ― Polonia | Cronologia completa delle presenze e delle reti in nazionale ― Polonia | Cronologia completa delle presenze e delle reti in nazionale ― Polonia | Cronologia completa delle presenze e delle reti in nazionale ― Polonia |
| Data                                                                   | Città                                                                  | In casa                                                                | Risultato                                                              | Ospiti                                                                 | Competizione                                                           | Reti                                                                   | Note                                                                   |
| ---------------------------------------------------------------------- | ---------------------------------------------------------------------- | ---------------------------------------------------------------------- | ---------------------------------------------------------------------- | ---------------------------------------------------------------------- | ---------------------------------------------------------------------- | ---------------------------------------------------------------------- | ---------------------------------------------------------------------- |
| 28-3-2021                                                              | Varsavia                                                               | Polonia                                                                | 3 – 0                                                                  | Andorra                                                                | Qual. Mondiali 2022                                                    | -                                                                      |                                                                        |
| 1-6-2021                                                               | Bydgoszcz                                                              | Polonia                                                                | 1 – 1                                                                  | Russia                                                                 | Amichevole                                                             | -                                                                      | 57’                                                                    |
| 5-9-2021                                                               | Serravalle                                                             | San Marino                                                             | 1 – 7                                                                  | Polonia                                                                | Qual. Mondiali 2022                                                    | -                                                                      |                                                                        |
| 15-10-2024                                                             | Varsavia                                                               | Polonia                                                                | 3 – 3                                                                  | Croazia                                                                | UEFA Nations League 2024-2025 - 1º turno                               | -                                                                      | 38’                                                                    |
| 15-11-2024                                                             | Porto                                                                  | Portogallo                                                             | 5 – 1                                                                  | Polonia                                                                | UEFA Nations League 2024-2025 - 1º turno                               | -                                                                      |                                                                        |
| 18-11-2024                                                             | Varsavia                                                               | Polonia                                                                | 1 – 2                                                                  | Scozia                                                                 | UEFA Nations League 2024-2025 - 1º turno                               | 1                                                                      |                                                                        |
| 21-3-2025                                                              | Varsavia                                                               | Polonia                                                                | 1 – 0                                                                  | Lituania                                                               | Qual. Mondiali 2026                                                    | -                                                                      | 70’ 77’                                                                |
| 24-3-2025                                                              | Varsavia                                                               | Polonia                                                                | 2 – 0                                                                  | Malta                                                                  | Qual. Mondiali 2026                                                    | -                                                                      |                                                                        |
| Totale                                                                 |                                                                        | Presenze                                                               | 8                                                                      |                                                                        | Reti                                                                   | 1                                                                      |                                                                        |

## Palmarès

### Club

#### Competizioni nazionali
- Coppa di Polonia: 1

Raków Częstochowa: 2020-2021
- Campionato austriaco: 1

Salisburgo: 2021-2022

### Individuale
- Giovane dell'anno dell'Ekstraklasa: 1

2021